# 猪狩元秀
猪狩 元秀（いがり げんしゅう、1950年5月19日 - ）は、特定非営利活動法人日本拳法協会理事長・同協会主席師範。日本拳法九段。日本大学文理学部社会学科卒。元キックボクシングWKAミドル級王者。日本王者を二階級制覇。元・K-1レフェリー
日本大学在学中に日本拳法部で活躍。プロのキックボクシングに転向。日本拳法をベースとした重いストレートパンチはマッハパンチと呼ばれ、ムエタイ統一王者サタンファー・ソープラティープをルンピニー・スタジアムでKOするなど、3人のムエタイの現役王者をKOで下している。キックボクシング国内タイトルを二階級制覇、WKAミドル級タイトルを獲得して活躍した。
初代タイガーマスク（佐山聡）が人気絶頂の頃、異種格闘技戦が企画され、対戦相手として猪狩がリストアップされたことがある。本人は乗り気であったが、諸事情から対戦は中止となっている。

## 来歴

### プロデビュー
- 1973年 - 弘栄ジムよりキックボクシングデビュー。
- 1975年 - 全日本ウェルター級王座獲得。
- 1976年 - ムエタイ現役王者サタンファー・ソープラティープに3RKO勝利。
- 1977年 - ムエタイ現役王者ピチット・センチャバンに4RKO勝利。11月14日に日本武道館で行われた「格闘技大戦争」に出場し、ブレンディン・レディ（アメリカ）と対戦。6R目にセコンドがタオルを投げ入れ、猪狩の6RKO勝ちとなった。
- 1978年 - 全日本ミドル級王座獲得。
- 1979年 - WKA世界ミドル級王座獲得。

### 世界王座獲得
1979年3月23日に東京都体育館で行われたWKA世界ミドル級王者決定戦に出場し、スチーブ・アンダーソン（アメリカ）と対戦。2R序盤にローキックでスタンディングダウンを奪うと、直後に左ハイキックを顔面にあて2R1:41KO勝ちし、世界王者になった。
10月1日に、後楽園ホールでレイ・マッカラム（アメリカ）を相手にWKA王座の初防衛戦を行った。試合前には松田優作から花束を手渡された。猪狩は最初、マッカラムのトリッキーな動きに翻弄されたが、3R目に右フックで最初のダウンを奪うと、4R目終盤にローキックで2度目のダウンを奪い、さらにゴングが鳴らされた瞬間に右ハイキックをマッカラムに直撃させた。マッカラムはゴングに救われたものの、インターバルの最中は倒れた状態が続いた。5R目に入ると、猪狩は右フックで3度目、直後に右ハイキックをあて4度目、さらに右ローキックで5度目と6度目のダウンを奪い、6度目のダウン直後にセコンドがタオルを投げ入れた。5度目のダウンのカウントの最中に、ロープ越しにセコンドがマッカラムに触れるというハプニングがあった。結果5R1:53KO勝ちで初防衛に成功した。
- 1981年 - ムエタイ現役王者ヴィラサック・パヨンカチョンに2RKO勝利。
- 1982年 - 王者のまま引退。
- 1993年 - K-1チーフレフェリー
- 2001年 - K-1審議員
- 2007年 - NPO法人日本拳法協会理事長就任

　　2011年まで東京銀座で「パブ元秀」というパブを経営していた。
澤山宗海（澤山勝）により考案された日本拳法は、周知のように早い段階から各派・各団体が乱立しているが、その中でも日本拳法協会は、東日本での普及を任された森良之祐門下の団体として知られる。しかし同協会もまた分裂し、猪狩らNPO法人側と、森良之祐に最後まで従った側（別名：士道。任意団体）側の二つに分かれ、ともに「日本拳法協会」を名乗っている。

## 戦績
- プロキックボクシング：75戦 64勝 57KO 9敗 2分

## 獲得タイトル
- アマチュア
  - 全日本拳法選手権大会中量級優勝
- プロ
  - 全日本キックボクシング連盟ウェルター級新人王
  - 第6代全日本キックボクシング連盟ウェルター級王座（0度防衛）
  - 第6代全日本キックボクシング連盟ミドル級王座（2度防衛）
  - WKA世界ミドル級王座（1度防衛）

## テレビ出演
- 宇宙一せまい授業!（あっ!とおどろく放送局 - 2008年5月）

## 映画出演
- 蘇える金狼 市会議員磯川のボディガード役 - 1979年

## 関連商品
- DVD「マッハパンチ伝説 猪狩元秀 -ムエタイ現役3王者を倒した男-」製作著作・株式会社UPPER